# 三肋果
三肋果（学名：Tripleurospermum limosum）为菊科三肋果属下的一个种。